# 새라 무어 그림케

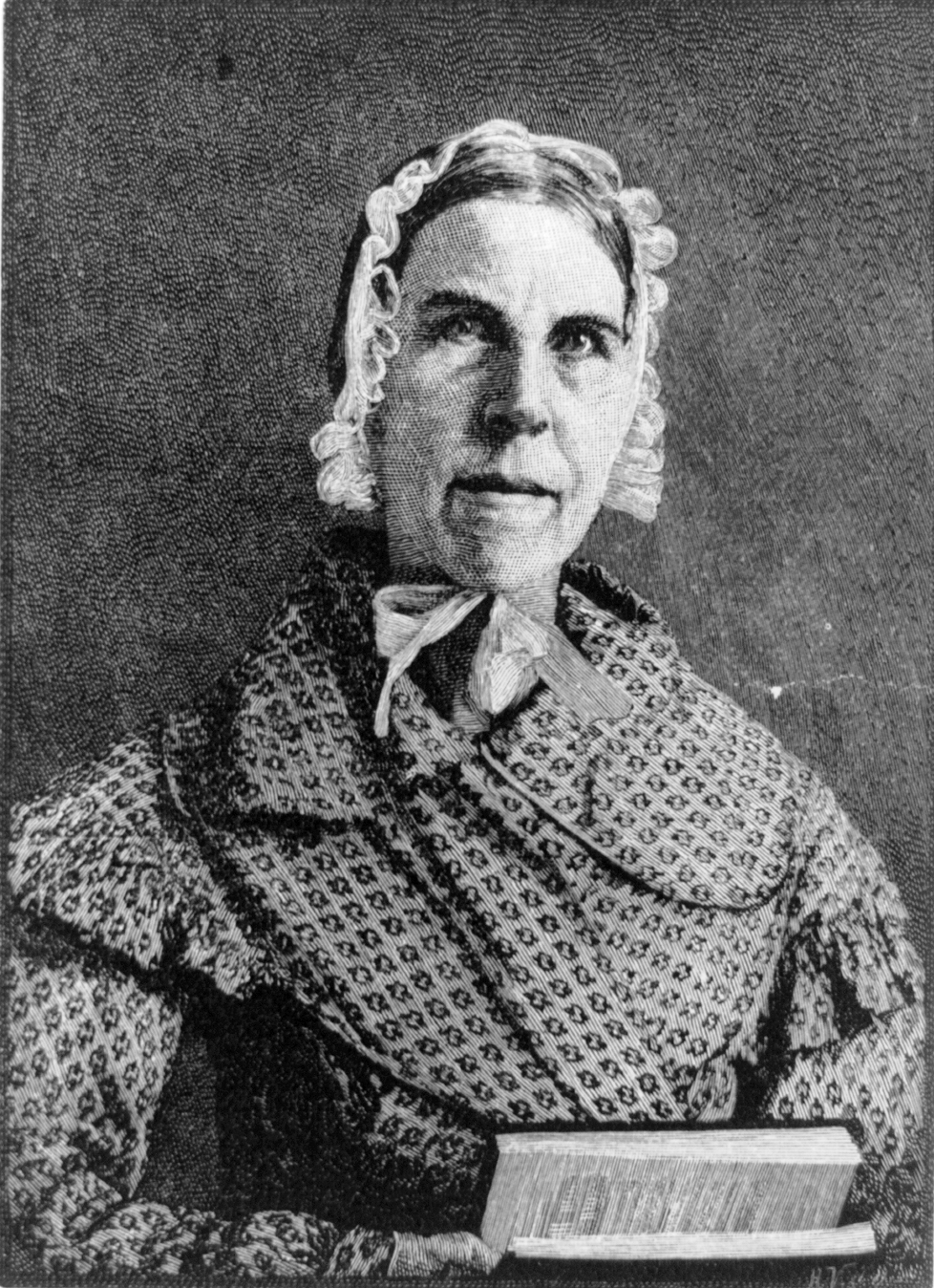

새라 무어 그림케(Sarah Moore Grimké, 1792년 11월 26일~1873년 12월 23일)는 사회운동가로 노예제 폐지 운동, 여성 참정권 운동 등의 분야에서 활동했다. 그녀의 여동생 안젤리나 그림케 또한 사회운동가였다.